# Chris Finnegan
Christopher Martin Finnegan (ur. 5 czerwca 1944 w Uxbridge. zm. 2 marca 2009 tamże) – brytyjski bokser, mistrz olimpijski z 1968 w wadze średniej, były zawodowy mistrz Europy w wadze półciężkiej.

## Kariera w boksie amatorskim
Walczył w wadze średniej (do 75 kg). Wystąpił w niej na mistrzostwach Europy w 1967 w Rzymie, ale przegrał pierwszą walkę.
Zdobył złoty medal w wadze średniej na igrzyskach olimpijskich w 1968 w Meksyku po wygraniu pięciu walk, w tym ćwierćfinałowej z Mate Parlovem z Jugosławii, półfinałowej z Alfredem Jonesem ze Stanów Zjednoczonych i finałowej z Aleksiejem Kisielowem ze Związku Radzieckiego. Został za to odznaczony Orderem Imperium Brytyjskiego V klasy (MBE).
Był mistrzem Wielkiej Brytanii w kategorii średniej w 1966 i wicemistrzem w 1967.

## Kariera w boksie zawodowym
Przeszedł na zawodowstwo w 1968. W sierpniu 1970 próbował zdobyć tytuł zawodowego mistrza Europy (EBU) w wadze średniej, ale przegrał z dotychczasowym mistrzem Tomem Bogsem z Danii. W maju 1971 zremisował w pojedynku o tytuł mistrza Europy EBU w wadze półciężkiej z Connym Velensekiem. Pokonał Velensenka 1 lutego 1972 w Nottingham i został zawodowym mistrzem Europy w tej kategorii wagowej. Obronił ten pas wygrywając z Janem Lubbersem w czerwcu tego roku.
26 września 1972 w Londynie zmierzył się z Bobem Fosterem w pojedynku o tytuł mistrza świata w wadze półciężkiej, ale przegrał przez nokaut w 14. rundzie. Spotkanie to zostało uznane przez pismo The Ring za walkę roku 1972. W następnej walce, która miała miejsce w listopadzie 1972, Finnegan stracił tytuł mistrza Europy po przegranej przez techniczny nokaut w 12. rundzie z Rüdigerem Schmidtke. Spróbował odzyskać ten tytuł w maju 1973, ale pokonał go John Conteh (który w międzyczasie odebrał pas Rüdigerowi Schmidtke). Conteh pokonał Finnegana również w maju 1974.
Wśród znanych bokserów, których Finnegan pokonał, byli Roger Rouse, z którym wygrał przez techniczny nokaut w 4. rundzie w 1971 oraz Mike Quarry, którego pokonał na punkty w 1973. Zakończył karierę bokserską w 1975.
Jego młodszy brat Kevin był dwukrotnym zawodowym mistrzem Europy w wadze średniej.